# Synchlora santctae-crucis
Synchlora santctae-crucis là một loài bướm đêm trong họ Geometridae.